# Промена (роман)
Промена (кин: 莫言) роман је кинеског књижевника и нобеловца Мо Јена из 2010. године. У овом кратком роману који је и аутобиографија Мо Јен описује политичке и друштвене промене у својој отаџбини у последњих неколико деценија.

## О роману
Роман представља "људску историју" који приказује једну земљу у вртлогу промена не служећи се масовним сценама већ свакодневним причама. Мо Јен се фокусирао на једноставне догађаје и на тај начин дочарава ток историје тако што описује дејство силних и судбоносних догађаја на живот обичних људи.
Читалац се упознаје с крупним променама које су у протеклих двадесетак година настале на тлу Кине захваљујући убрзаној модернизацији. То је главна тема Мо Јеновог аутобиографског романа Промена, у којем, приповедајући о догодовштинама из детињстава и о судбинама својих школских пријатеља у зрелом добу, писац даје слику једне нове Кине у којој више не владају глад и сиромаштво, већ обиље и просперитет. Па ипак, чини се да Мо Јен, док оживљава младалачке успомене, осећа носталгију према прошлости, која није подстакнута само пуким жалом за детињством проживљеним безбрижно упркос туробним друштвено- политичким приликама. Јер, иако се и сâм прилагодио новом начину живота, Мо Јен даје осуду промене вредносног система у друштву у којем сада владају корупција, утилитаризам и потрошачки менталитет.

## Издање на српском језику
Роман Промена на српском језику објавила је издавачка кућа "Лагуна" 2013. године. Са енглеског језика роман је превео Никола Пајванчић.